# Kościuszko Múzeum (Krakkó)
A krakkói Kościuszko Múzeum (lengyelül: Muzeum Kościuszkowskie w Krakowie) a város Zwierzyniec kerületében, a Kościuszko-halom (Kopiec Kościuszki) mellett található egy műemléki és múzeumi együttes részeként. Állandó kiállítása Kościuszko Tádé (Tadeusz Kościuszko) életével, a Kościuszko-felkeléssel és ennek örökségével foglalkozik.

## Kiállítások
A múzeum állandó kiállításának első fele a lengyel és amerikai szabadsághős teljes élettörténetét mutatja be: az amerikai függetlenségi háború (1777-1785), a Május 3-i alkotmány (1791), a lengyel-orosz háború (1792), a Kościuszko-felkelés (1794), az orosz fogság (1794-1796), a londoni (1797), a franciaországi (1814) és a svájci emigráció (1815-1817) időszakát.
A kiállítás másik fele a Kościuszko halála utáni időszakról szól: a krakkói temetésről (1818), a Kościuszko-halom építéséről (1820-1823) és későbbi történetéről, valamint a halom 1997-2002 közötti újjáépítéséről.
2014-ben a múzeum jelentős fejlesztést hajtott végre. Bővítették a kiállítás területét és európai színvonalú interaktív, multimédiás eszközökkel szerelték fel. Az interaktív eszközök a szülőházat, első szerelmét, a hajót, amellyel Amerikába utazott, Philadelphiát, ahol erődítményt épített, továbbá a szentpétervári börtönét mutatják be.